# Cachrys sicula
Cachrys sicula és una espècie de planta herbàcia perenne de la família de les apiàcies, originària de la mediterrània. La podem trobar en marges herbosos en contrades mediterrànies àrides. És una planta escabra, és a dir, molt rasposa per presència de pèls curts i aspres al tacte.

## Descripció

### El Port
Les tiges són profusament ramificades, oposades o verticil·lades, que a vegades sobrepassen la umbel·la primària. Poden fer fins a 150 cm, sòlids i estriats. Sol prendre forma esfèrica.

### Fulles
Les fulles són pinnatisectes, de 2 a 5 les caulinars, i de 3 a 6 les basals; amb els segments foliars de 15 - 30 mm.

### Les flors

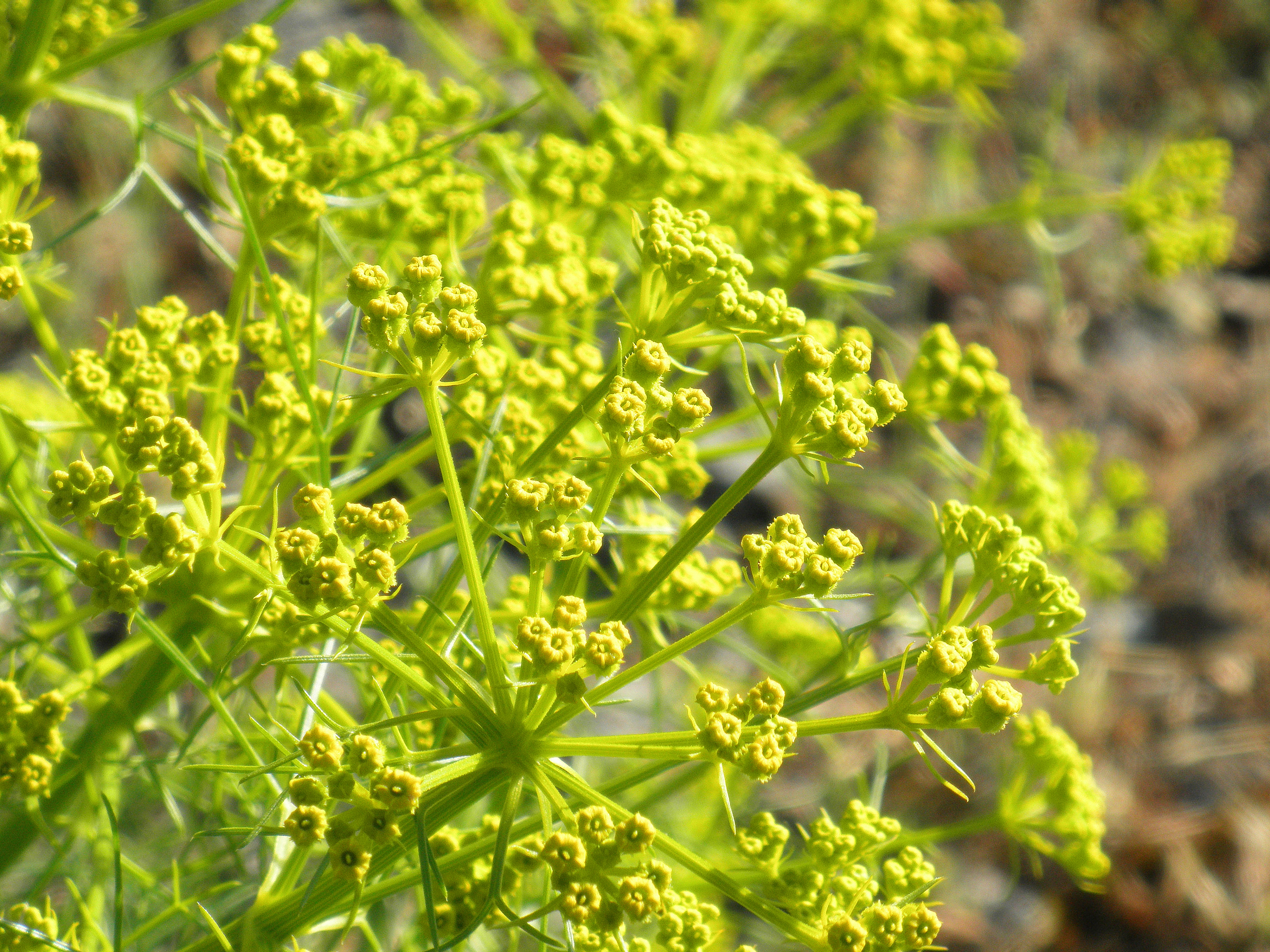
Flors

Les flors es presenten en inflorescències en forma d'umbel·la, de 12 a 30 radis, almenys a la base. Les flors són de color groc i l'època de floració és de l'abril al juliol.

## Varietats
Cachrys sicula és molt semblant a l'espècie del mateix gènere Cachrys libanotis, encara que libanotis és menys gràcil. El reconeixement de les dues espècies ha estat a vegades molt qüestionat encara que si es disposen dels fruits és més fàcil distingir-les, ja que aquests posseeixen característiques diagnòstiques.

## Taxonomia
Cachrys sicula va ser descrita per Linnaeus, Carl von i publicada a Species Plantarum, Editio Secunda 355. 1762. (Sp. Pl. (ed. 2))

### Etimologia
- Cachrys sicula: nom genèric que es tradueix en "cacris", data de l'època de Plini, Dioscórides i Teofrast[5]

### Sinonímia
- Cachrys crispata Pomel
- Cachrys pterochlaena DC.
- Hippomarathrum bocconei var. brachylobum Batt.
- Hippomarathrum bocconei subsp. crispatum (Pomel) Batt.
- Hippomarathrum brachylobum (Batt.) Sennen & Mauricio
- Hippomarathrum crispatum Pomel
- Hippomarathrum libanotis var. crispatum (Pomel) Maire
- Hippomarathrum libanotis var. crispulum Maire
- Hippomarathrum libanotis subsp. pterochlaenum (Boiss.) Maire
- Hippomarathrum pterochlaenum (DC.) Boiss.
- Hippomarathrum siculum (L.) Hoffmanns. & Link
- Ulospermum siculum (L.) Link